# 2017 YZ1
2017 YZ1 là một tiểu hành tinh dài hơn một km trên quỹ đạo lệch tâm, được phân loại là vật thể gần Trái Đất và tiểu hành tinh có khả năng gây nguy hiểm của nhóm Apollo, đường kính khoảng 250 mét (820 foot). Nó được quan sát lần đầu tiên vào ngày 20 tháng 12 năm 2017, bởi các nhà thiên văn học của Khảo sát Núi Lemmon tại Đài thiên văn Núi Lemmon gần Tucson, Arizona, Hoa Kỳ.< Vào ngày 29 tháng 1 năm 2018, nó đi qua Trái Đất ở khoảng cách 125 khoảng cách âm lịch.

## Quỹ đạo và phân loại
2017 YZ1 là một thành viên của tiểu hành tinh Apollo, nó đi qua quỹ đạo của Trái Đất. Apollo là nhóm thiên thể lớn nhất của vật thể gần Trái Đất với khoản 10 ngàn thiên thể đã được biết đến.
Nó quay quanh Mặt trời ở khoảng cách 0.88–1.77 AU mỗi 18 tháng (559 days; bán trục lớn là 1.33 AU). Quỹ đạo của nó có một độ lệch tâm quỹ đạo là 0.33 và độ nghiêng quỹ đạo là 21° so với Hoàng đạo.

## Đánh giá rủi ro
Giải pháp ngày 9 tháng 1 năm 2018 với vòng cung quan sát trong 15 ngày đã được liệt kê bằng tỷ lệ Torino 1 với cơ hội tác động đến Trái Đất là 1: 21.000 vào ngày 30 tháng 6 năm 2047. Đến ngày 9 tháng 1 năm 2018, vùng không chắc chắn ngày 30 tháng 6 năm 2047 đã giảm xuống còn 50 triệu km. Với vòng cung quan sát dài hơn 20 ngày, nó rơi xuống thang Torino 0 và có cơ hội tác động lên Trái Đất 1: 670.000 vào ngày 30 tháng 6 năm 2047. Vào ngày 18 tháng 1 năm 2018, nó đã bị xóa khỏi Bảng Rủi ro Sentry. Với vòng cung quan sát trong 28 ngày, giải pháp danh nghĩa cho thấy nó sẽ vào khoảng 0,25 AU (37.000.000 km)  từ Trái Đất vào ngày 30 tháng 6 năm 2047. Độ không chắc chắn 3-sigma trong khoảng cách tiếp cận gần năm 2047 là khoảng ± 13 triệu km.

## Đánh số và đặt tên
Hành tinh nhỏ này chưa được đánh số hay đặt tên.